# Gasser-Kropatschek M1876
La Gasser-Kropatschek M1876 Offiziers Revolver è una rivoltella prodotta dalla Leopold Gasser Waffenfabrik di Vienna. Era una versione alleggerita della Gasser M1870, progettata da Alfred Kropatschek per armare gli ufficiali dell'Imperial regio Esercito austro-ungarico.

## Sviluppo e descrizione
La M1876 venne adottata dall'Austria-Ungheria nel 1876 per equipaggiare gli ufficiali. Era una versione alleggerita e rimpicciolita della M1870, con calibro portato da 11 mm a 9 mm. Il tamburo a 6 colpi era camerato per la munizione 9 × 26 mm R Gasser-Kropatschek. Inizialmente conservava il castello aperto della M1870, in seguito sostituito con un castello incernierato, con blocco Galand ed estrattore a stella. Venne prodotta sia in azione singola che doppia.
La versione Post & Polizei Revolver si distingueva per il castello chiuso a doppia azione, privo di espulsore, e per la canna esagonale.
Per il mercato civile erano disponibili diverse personalizzazioni, con calcio in avorio o osso, incisi o intarsiati in oro, con tamburo scanalato invece che liscio come sui modelli militari.